# Langemark-Poelkapelle
Langemark-Poelkapelle är en kommun i Belgien.   Den ligger i provinsen Västflandern och regionen Flandern, i den västra delen av landet, 100 km väster om huvudstaden Bryssel. Antalet invånare är 7 921.
Trakten runt Langemark-Poelkapelle består till största delen av jordbruksmark. Runt Langemark-Poelkapelle är det ganska tätbefolkat, med 239 invånare per kvadratkilometer.